# 京夏と愛結の至福のひととき
『京夏と愛結の至福のひととき』（きょうかとあゆのしふくのひととき）は、2018年12月21日からまえばしCITYエフエム (M.wave) で毎週金曜 23時00分 - 23時30分（日本標準時）に放送されているラジオ番組。パーソナリティは歌手の京夏と声優の荒井愛結 。

## 概要
歌手の京夏と声優の荒井愛結がパーソナリティを務める30分番組。
ハスキーボイスで姉御肌な京夏(きょうか)と、ハイテンションでオタクな愛結(あゆ)が、金曜日の夜に、くつろぎながらゆったり聴ける至福のひとときをお届けするアットホームな番組です。（YouTubeより引用）
コミュニティFMの番組であるが、ListenRadioとSimulRadioに登録すれば日本全国や海外どこからでも聴ける。またYouTubeでは、聴き逃したリスナーのための配信が行われている。
番組タイトルの表記には揺れがあり、荒井のオフィシャルサイトとTwitterアカウントでは表題通りの表記が用いられているが、京夏のブログでは「京夏とあゆの至福のひととき」、まえばしCITYエフエム公式サイトの番組表では「至福のひととき」と表記される。
ワルキューレ株式会社も制作協力をしている。

## 番組構成
1. 23時の時曲の直後、京夏の「京夏と」に続いて荒井が「愛結の」と唱えたのちに2人で「至福のひととき」とタイトルコールし、京夏「京都の京に夏と書いて京夏です。」愛結「平成ニチアサ女子、新人声優荒井愛結です。」と自己紹介が入りフリートークが始まる。ゲストが来た際には、紹介してからフリートークが始まる。
2. 前半フリートークの途中、京夏の1stシングル「ありがとう」の曲振りが入る。曲の終わりの後、荒井が感動して泣くボケが恒例。2019年5月31日の放送回にて、フルver.で放送された。
3. 後半のフリートークでは、パーソナリティー自ら考えてきたコーナー企画を放送することもある。
4. エンディングでは、ライブの告知やイベントの告知やパーソナリティのTwitterとブログの告知をしている。

## パーソナリティ
- 京夏 -  兵庫県出身の歌手。ハスキーボイスと関西弁と天然ボケが特徴。イメージカラーは 赤。
- 荒井愛結 -  岐阜県出身の声優。平成ニチアサ女子とオープニングで付けている[注釈 1]。関西弁につられがち、番組内では比較的ツッコミを担当。曲の後に泣く。イメージカラーは 青。

## ゲスト
- 第 9回（2019年2月15日）-くろちゃん（ギター）よしえ（ベース）ラク（ドラム）…京夏のサポートメンバーの繋がりで出演。
- 第22回（2019年5月17日）-牧田紗歩（愛知県出身。声優。）…愛結の友人として出演。

## テーマ曲
京夏『ありがとう』